# Reserva forestal Guaraní
La Reserva Forestal Guaraní es un área natural protegida ubicada en cercanías de las localidades de Fracrán y El Soberbio, en el departamento Guaraní, en el centro oeste de la provincia de Misiones, en la Mesopotamia argentina.

## Características generales
Fue creada mediante el decreto ley provincial n.º 26 del año 1975 y permanece bajo jurisdicción provincial, con la figura de «Área Experimental».
Abarca una superficie de 5343 ha aproximadamente en la posición 27°00′S 54°13′O / -27.000, -54.217 de un ambiente que desde el punto de vista fitogeográfico corresponde a la Selva Paranaense.
La reserva se creó con el objetivo de preservar la biodiversidad del bosque nativo y destinar el área a actividades científicas y de investigación. A estos efectos, la reserva es administrada y gestionada por la Facultad de Ciencias Forestales de  la Universidad Nacional de Misiones.
La región presenta un relieve de pendientes suaves a moderadas con una cobertura vegetal propia de ambiente húmedo, constituida por especies que se desarrollan en varios estratos o niveles, alcanzando una altura de unos 30 m los árboles de mayor porte.
La reserva limita al sureste con la Reserva Natural Cultural Papel Misionero, al suroeste con el arroyo Guaramboca (o El Soberbio) y al noreste con el arroyo Ipané o (Paraíso). Forma parte de la Reserva de la Biosfera Yabotí, una gran superficie de más de 250 000 ha del centro norte de la provincia de Misiones

## Recursos culturales
Varias familias pertenecientes a comunidades mbya guaraní habitan la zona desde hace décadas. Utilizan los recursos del bosque y desarrollan algunos cultivos estacionales en sectores específicos mediante técnicas que les permiten autoabastecerse preservando al mismo tiempo el ambiente natural.
A partir del reconocimiento de los valores culturales de estas comunidades, la Universidad Nacional de Misiones desarrolló el Programa Social de Bosques (PROSOBO), que tiene como objetivo afianzar y fortalecer la interacción y los intercambios entre la comunidad científica y los pobladores del lugar y promover el desarrollo de las comunidades en cuanto se refiere a la utilización sustentable de los recursos del bosque.

## Recursos naturales
La flora del lugar fue detalladamente estudiada en un relevamiento desarrollado a lo largo de todo un año, lo que permitió a los investigadores abarcar las variaciones producto de los cambios estacionales. Como resultado de este trabajo, se incrementó notablemente el conocimiento de la diversidad florística de la reserva, que alberga más del 28 % del total de especies de la flora vascular de la provincia, en una superficie relativamente pequeña, que no excede el 0.2% del total provincial.
En sus conclusiones, los autores señalan:

A partir de los 2.024 ejemplares de herbario recolectados en el predio, se han identificado 903 taxones. De estos, 868 corresponden a plantas vasculares nativas y naturalizadas y 39 a especies cultivadas por los guaraníes. Se identificaron 846 especies nativas y naturalizadas incluidas en 133 familias.[...] Del total de especies registradas, 80 (9%) son Pteridófitas y 766 (91%) Espermatófitas; las Dicotiledóneas suman 592 especies (70%) y las Monocotiledóneas 174 (21%).

Solamente en el entorno del arroyo Paraíso —límite noreste del área protegida— se han avistado 56 especies de aves de 12 órdenes diferentes. Se registró la presencia de ejemplares de los jotes cabeza colorada (Cathartes aura) y cabeza negra (Coragyps atratus); los picaflores común (Chlorostilbon lucidus) y garganta blanca (Leucochloris albicollis); el tucán pico verde (Ramphastos dicolorus); el carpinterito cuello canela (Picumnus temminckii); el carpintero campestre (Colaptes campestris); el bailarín azul (Chiroxiphia caudata); los zorzales colorado (Turdus rufiventris), sabiá (Turdus leucomelas) y collar blanco (Turdus albicollis); los fruteros overo (Cissopis leverianus), corona amarilla (Trichothraupis melanops) y coronado (Tachyphonus coronatus); entre otros.